# Stefan Szymański
Stefan Szymański ps. „Osa”, „Góral” (ur. 27 marca 1919 w Ćmielowie, zm. 31 stycznia 1999 w Warszawie) – żołnierz Armii Ludowej, funkcjonariusz aparatu bezpieczeństwa, oficer Korpusu Bezpieczeństwa Wewnętrznego, generał brygady ludowego Wojska Polskiego.

## Życiorys
Ukończył szkołę malarską, a następnie był malarzem na porcelanie. 1937-1939 członek TUR. W połowie 1942 wstąpił do Gwardii Ludowej. Był sekretarzem Polskiej Partii Robotniczej w Ćmielowie, a równocześnie dzielnicowym dowódcą GL. Wiosną 1943 został przewodniczącym założonej przez siebie komórki ZWM. W lipcu 1943 wstąpił do oddziału partyzanckiego GL im. Langiewicza, dowodzonego przez Czesława Boreckiego, a w grudniu został dowódcą nowo sformowanego w Okręgu Kielce oddziału GL im. Bartosza Głowackiego, przyjmując początkowo pseudonim „Osa”, a następnie „Góral”. Po powstaniu 1 Brygady AL im. Ziemi Kieleckiej został dowódcą 2 batalionu.
4 kwietnia 1944 w Denkówku schwytał i zamordował 4 żołnierzy Armii Krajowej z oddziału Eugeniusza Kaszyńskiego „Nurta”: Czesława Kędziorę, Mariana Błażejewskiego, Jerzego Skwarka i Józefa Mazura, których zwłoki zostały ograbione. Piąty schwytany AK-owiec, Bogusław Nowakowski, zdołał uciec.
20 kwietnia 1944 oddział „Górala” został otoczony przez Niemców w rejonie wsi Bałtów. Zginęło 7 Niemców, a 12 zostało rannych. „Góral” został ciężko ranny.
W nocy z 16 na 17 maja 1944 oddział Szymańskiego (wraz z oddziałami Czesława Boreckiego, Tadeusza Maja „Łokietka” i Aleksego Batjana „Aloszy”) brał udział w opanowaniu Iłży.
23 czerwca 1944 stoczył w Działkach Nosowskich walkę z batalionem Narodowych Sił Zbrojnych Henryka Figuro-Podhorskiego „Stepa”, w której zginęło 6 NSZ-owców i 3 AL-owców.
23 lipca 1944 oddział „Górala” ubezpieczał we wsi Chańcza posiedzenie konspiracyjnej kieleckiej Wojewódzkiej Rady Narodowej.
9 listopada 1944 został referentem Wydziału Więzień i Obozów Wojewódzkiego Urzędu Bezpieczeństwa Publicznego w Kielcach (z siedzibą w Sandomierzu). Od 2 grudnia 1944 kierownik Sekcji 2 WUBP w Kielcach, od 21 lutego 1945 – Sekcji 7 WUBP, od 22 sierpnia 1945 – kierownik Wydziału do Walki z Bandytyzmem WUBP w Kielcach, od 21 lutego 1946 zastępca naczelnika Wydziału III WUBP w Kielcach, od 10 sierpnia 1946 zastępca naczelnika Wydziału I WUBP w Gdańsku, od 1 maja 1947 szef PUBP w Malborku.
1 kwietnia 1948 został skierowany, jako słuchacz, na Kurs Dowódców Baonów w Wyższej Szkole Piechoty. Od 1 marca 1949 był dowódcą Samodzielnego Batalionu Wartowniczego KBW, od 3 października 1949 zastępcą dowódcy do spraw liniowych 5. Pułku KBW, następnie dowódcą tego pułku (od 1 stycznia 1950). Od sierpnia 1951 zastępca dowódcy 3. Brygady KBW ds. liniowych. Od stycznia 1952 roku dowódca 66 Pułku Piechoty w Olsztynie, a od szefa sztabu 18 Dywizji Piechoty w Ełku. W październiku 1954 r. rozpoczął studia na Fakultecie Operacyjnym Akademii Sztabu Generalnego WP w Rembertowie, kończąc je z oceną dobrą w październiku 1956 roku. Po studiach objął funkcję zastępcy dowódcy 12 Dywizji Piechoty w Szczecinie ds. liniowych, awansując w październiku 1957 roku na stopień pułkownika. Od marca 1959 roku był starszym pomocnikiem szefa Oddziału IV Inspektoratu Szkolenia MON. Od sierpnia 1961 w dyspozycji MON, a od 1 grudnia 1961 roku objął stanowisko attaché wojskowego, morskiego i lotniczego Ambasady PRL w Pjongjangu (Korea Północna). Po powrocie z placówki pozostawał od 17 listopada 1966 roku w dyspozycji szefa Sztabu Generalnego, a 2 stycznia 1967 roku został wyznaczony na stanowisko szefa Wojsk Obrony Wewnętrznej, które powstały na bazie rozformowanego Korpusu Bezpieczeństwa Wewnętrznego.
3 października 1967 roku otrzymał nominację na stopień generała brygady, którą wręczył mu 10 października w Belwederze przewodniczący Rady Państwa PRL Edward Ochab.
W grudniu 1970 roku został attaché wojskowym, morskim i lotniczym Ambasady PRL w Bukareszcie, a w lipcu 1971 roku przeniesiono go na to samo stanowisko do Sofii. Po powrocie do kraju, od lutego 1974 pozostawał w dyspozycji MON, a w grudniu 1975 roku został powołany na stanowisko zastępcy Inspektora ds. Nadzoru Zaplecza Technicznego i Gospodarczego WP. Od grudnia 1978 ponownie w dyspozycji MON. Na podstawie rozkazu MON z 29 kwietnia 1980 roku został zwolniony z zawodowej służby wojskowej i przeniesiony w stan spoczynku z powodu ustalenia przez Wojskową Komisję Lekarską niezdolności do służby i osiągnięcia granicy wieku w posiadanym stopniu. Z Wojska Polskiego zwolniony w dniu 27 czerwca 1980 roku.
Członek PPR i Polskiej Zjednoczonej Partii Robotniczej. Był członkiem Rady Naczelnej ZBoWiD oraz sekretarzem Komisji Braterstwa Broni Zarządu Głównego Towarzystwa Przyjaźni Polsko-Radzieckiej. Po 1990 zaangażował się w prace Zarządu Głównego Związku Kombatantów RP i Byłych Więźniów Politycznych oraz Rady Krajowej Żołnierzy Armii Ludowej.
Mieszkał w Warszawie. Pochowany 5 lutego 1999 r. na Cmentarzu Wojskowym na Powązkach w Warszawie (kwatera G-1-39).

## Życie prywatne
Syn Wacława (zm. 1939), robotnika, członka PPS Lewicy, KPP i FPK oraz Stanisławy z domu Borowiec. Od 1941 żonaty z Krystyną z domu Bednarską (1921-1994). Miał trzech synów.

## Odznaczenia i wyróżnienia
- Krzyż Srebrny Orderu Virtuti Militari (1945)
- Krzyż Oficerski Orderu Odrodzenia Polski (1957)
- Order Sztandaru Pracy II klasy
- Order Krzyża Grunwaldu III klasy
- Krzyż Walecznych (1945)
- Srebrny Krzyż Zasługi (17 września 1946)[4]
- Krzyż Partyzancki (1946)
- Medal „Za udział w walkach w obronie władzy ludowej”
- Medal 10-lecia Polski Ludowej
- Medal 30-lecia Polski Ludowej
- Medal 40-lecia Polski Ludowej
- Medal Zwycięstwa i Wolności 1945
- Złoty Medal „Siły Zbrojne w Służbie Ojczyzny”
- Złoty Medal „Za zasługi dla obronności kraju”
- Srebrny Medal „Za zasługi dla obronności kraju”
- Brązowy Medal „Za zasługi dla obronności kraju”
- Złota Odznaka „Za Zasługi w Zwalczaniu powodzi”
- Złote odznaczenie im. Janka Krasickiego (1967)[5]
- Odznaka 25-lecia Ligi Obrony Kraju (1970)[6]
- Order Wojny Narodowej I stopnia (ZSRR)
- Medal „Za zwycięstwo nad Niemcami w Wielkiej Wojnie Ojczyźnianej 1941–1945” (ZSRR)